# 로잔나 로세스
로잔나 로세스(Rosanna Roces, 1966년 5월 24일 ~ )는 필리핀의 배우이다.
마닐라에서 태어났다.

## 영화
- 이스다-물고기 이야기 (2011년)
- 로미오와 줄리엣 (2010년)
- 원티드: 보더 (2009년)
- 카레라 (2009년)
- 오로라 (2009년)
- 마닐라 (2008년)
- 라 비다 로사 (2001년)
- 쿠라차, 쉬지 못하는 여인 (1998년)